# 名物学
名物学（めいぶつがく）とは、前近代の中国や日本（東アジア）で発達した学問の一つ。訓詁学・本草学・博物学等と重複する。「名前と物の対応関係」を扱う分野。具体的には、物を同定する営為、および古名・方言名・和名・漢名・洋名・異名同物・同名異物を整理する営為。名物之学、名物などともいう。

## 解説

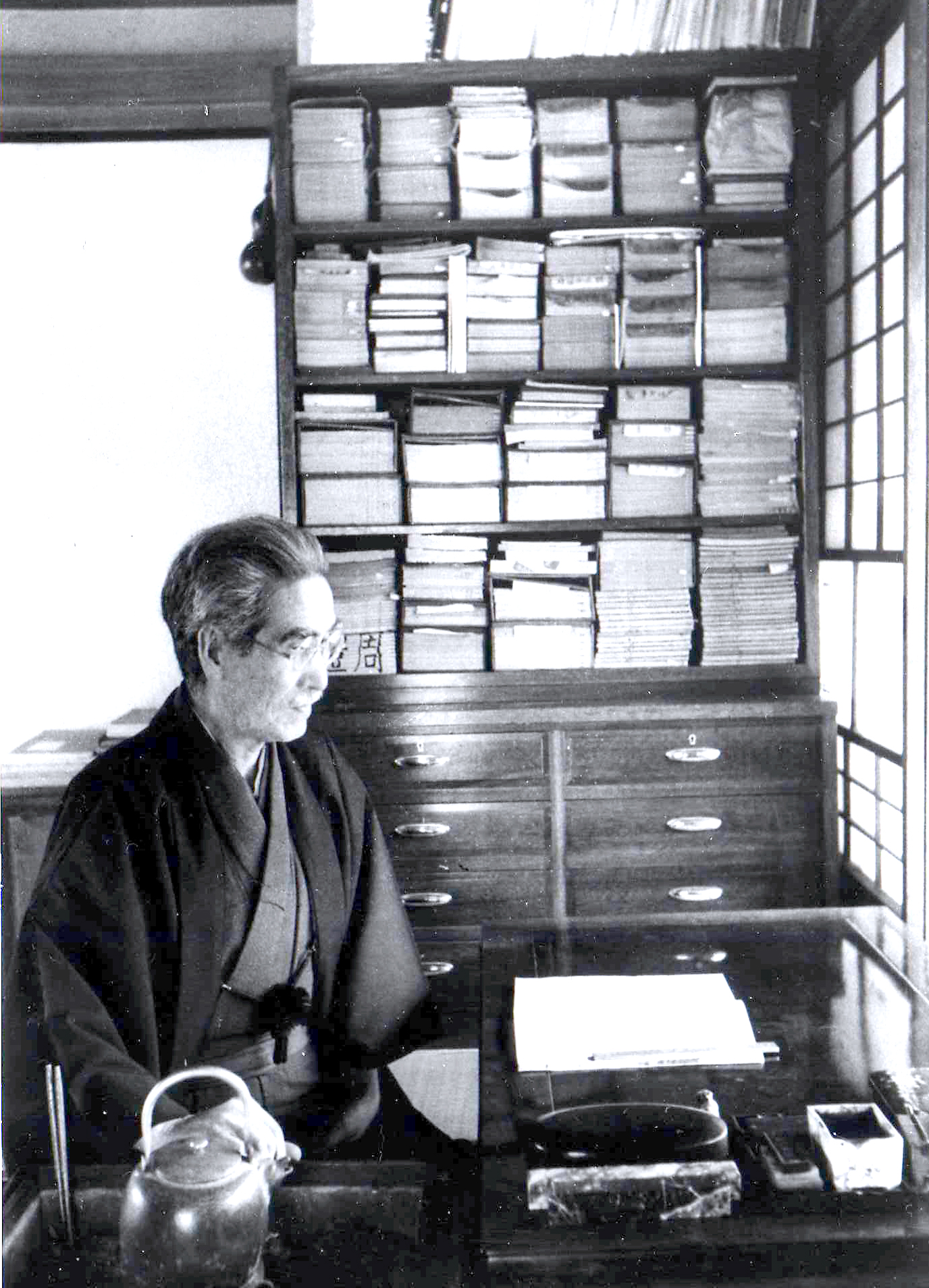
青木正児

例えば、「人参」は現代日本語で「ニンジン」を指すが、かつては「高麗人参」を指した。同様に「薇」は日本語で「ゼンマイ」を指すが、『詩経』に出てくる「薇」は「スズメノエンドウ」などのソラマメ属を指す。他の例に「キリン」と「麒麟」、「鮭」と「サケ」、「蘭」と「ラン」などがある。こうした知識をあつかうのが名物学である。
名物学は、1950年代日本の中国学者、青木正児の「名物学序説」（『中華名物考』所収）により体系的に整理された。
名物学は、元々は訓詁学（とりわけ『詩経』訓詁学と礼学）の下位分野として生まれた。すなわち、『詩経』や『礼記』に出てくる動植物や器物を同定する分野として生まれた。のちにそこから半ば独立して、本草学・園芸学・農学・地誌学・妖怪研究・古物蒐集・図譜・譜録・類書などと重なる総合科学として発達した（青木の説明では「格古」「本草」「種樹」「物産」「類書」）。そのほか、青木が戦前に読んでいた中川忠英『清俗紀聞』や柳亭種彦『還魂紙料』のような風俗研究・考証随筆や、戦後の青木自身による『随園食単』などの料理書研究・食文化研究も、名物学の要素をもつ。
名物学の背景思想として、『論語』子路篇の「正名」（名を正す）や、陽貨篇の「多識」（『詩経』を学ぶ意義の一つは動植物について博学多識になること）といった孔子の教えがあった。また、朱子学の「格物」「窮理」と紐付けられることもある。
名物学の「名物」という語句の用例は古くからあり、初出は『周礼』にさかのぼる。「名物之学」「名物学」の用例は、貝原益軒『大和本草』序や平賀源内『物類品隲』序、曽占春の諸著作に見られる。大正期の白井光太郎は、西洋の「博物学」にあたる東洋の学問として「本草学」「名物学」「物産学」を挙げた。

## 歴史

### 中国
名物学の書物の筆頭として、前漢頃の『爾雅』、および後漢末の『釈名』がある。また、詩経名物学の筆頭として、三国呉の陸璣『毛詩草木鳥獣虫魚疏』（通称『陸疏』）がある。
明末の李時珍『本草綱目』は、凡例で「本書は『爾雅』や『陸疏』を補完する書物でもある」と述べているように、本草学だけでなく名物学の大著でもあった。
清朝考証学の時代には、程瑤田が特に名物学を扱った。考証学者たちは、特に礼学の名物学を扱った。

### 日本
日本では、江戸時代に特に盛んになった。その背景として、隣接分野の儒学・本草学・万葉学等の流行、上記の『陸疏』『本草綱目』等の受容、平安時代の『本草和名』『和名類聚抄』等以来の和名比定の伝統、などがあった。
江戸時代の主な書物として、林羅山『多識編』、伊藤東涯『名物六帖』、貝原益軒『日本釈名』、新井白石『東雅』、稲生若水『庶物類纂』、新井白石が稲生若水に書かせた『詩経小識』や狩野春湖に描かせた『詩経図』、岡元鳳『毛詩品物図攷』、春登上人『万葉集名物考』、小林義兄『万葉集禽獣虫魚草木考』、曽占春『国史草木昆虫攷』、源伴存（畔田翠山）『古名録』、狩谷棭斎『箋注和名類聚抄』、山岡浚明『類聚名物考』、越谷吾山『物類称呼』、三浦蘭阪『名物摭古小識』、寺島良安『和漢三才図会』、中村惕斎『訓蒙図彙』、松岡恕庵『用薬須知』、平賀源内『物類品隲』、中井履軒『左九羅帖』『画觽』などがある。木村兼葭堂、牧野富太郎も名物学者とみなされる。